# Коли настане кінець світу
«Коли настане кінець світу» — науково-фантастичний фільм німецького режисера Віма Вендерса. 

## Сюжет
Наприкінці 1999 року індійський супутник виходить із підконтролю, що може призвести до його падіння на густо населені території Землі. Клер Трун'є випадково допомагає грабіжникам банку та отримує за це грошову винагороду. Після знайомства з Тревором жінка помічає, що частина суми зникла. Для його пошуку вона наймає детектива. Наступна зустріч з Мак-Фі знову зменшує отриману жінкою винагороду. Вона продовжує переслідування загадкового чоловіка. Згодом Турн'є з'ясовує справжнє ім'я Тревора, якого розшукують через секретну розробку його батька, з якою він подорожує з певною місією. 
Бойфред Клер Юджин наздоганяє її та Сема. Після бійки з суперником їх відправляють обох за ґрати, а сумку з пристроєм викрадають. Нарешті камера потрапляє до власника та внаслідок необережного поводження дружина помирає. Науковець продовжив розробляти пристрій для запису снів та випробовує його на собі, Семові та Клер, від якого у піддослідних з'являється залежність.
Супутник вибухає, але людство виживає.

## У ролях
| Актор              | Роль                       |
| ------------------ | -------------------------- |
| Вільям Герт        | Сем Фарбер / Тревор Мак-Фі |
| Сольвейг Доммартін | Клер Турн'є                |
| Сем Нілл           | Юджин Фіцпатрик            |
| Макс фон Сюдов     | Генрі Фарбер               |
| Рюдигер Фоглер     | Філіп Вінтер               |
| Жанна Моро         | Едіт Фарбер                |
| Едді Мітчелл       | Реймонд Моне               |
| Аделль Лутц        | Макіко                     |
| Джиммі Літтл       | Пітер                      |
| Лоїс Чайлз         | Ельза Фарбер               |

## Створення фільму

### Виробництво
Зйомки фільму проходили в семи країнах.

### Знімальна група
- Кінорежисер — Вім Вендерс
- Сценаристи — Пітер Керрі, Вім Вендерс, Сольвейг Доммартін, Майкл Алмерейда
- Кінопродюсери — Ульріх Фелсберг, Джонатан Теплін
- Виконавчий продюсер — Пауло Бранко
- Композитор — Грем Ревелл
- Кінооператор — Роббі Мюллер
- Кіномонтаж — Пітер Пшигода
- Художник-постановники — Саллі Кемпбелл, Тьєррі Фламанд
- Артдиректори — Стів Бернс, Клаудіо Каррер, Єн Грейсі, Ян Шлубах
- Художники по костюмах — Монтсеррат Казанова[3].

### Саундтреки
| Виконавець                  | Назва пісні                   | Автори                                               |
| --------------------------- | ----------------------------- | ---------------------------------------------------- |
| Девід Дарлінг               | «Opening Titles»              | Грем Ревелл                                          |
| Talking Heads               | «Sax and Violins»             | Девід Берн, Кріс Франц, Джеррі Гаррісон, Тіна Веймут |
| Джулі Круз                  | «Summer Kisses, Winter Tears» | Джек Ллойд, Бен Вейссман, Фред Вайс                  |
| Нене Черрі                  | «Move With Me (Dub)»          | Нене Черрі, Камерон Мак-Вей                          |
| Crime & the City Solution   | «The Adversary»               | Адам, Бонні, Гаас, Хек, Гарві, Стерн                 |
| Лу Рід                      | «What's Good»                 | Лу Рід                                               |
| Can                         | «Last Night Sleep»            | М.Муні, Я. Либецайт, М. Каролі, І. Шмідт             |
| R.E.M.                      | «Fretless»                    | Білл Беррі, Пітер Бак, Майк Міллз, Майкл Стайп       |
| Елвіс Костелло              | «Days»                        | Рей Девіс                                            |
| Девід Дарлінг               | «Claire's Theme»              | Грем Ревелл                                          |
| Nick Cave and the Bad Seeds | «Till the End of the World»   | Нік Кейв                                             |
| Фред Сміт і Патті Сміт      | «It Takes Time»               | Фред Сміт і Патті Сміт                               |
| Depeche Mode                | «Death's Door»                | Мартін Гор                                           |
| Девід Дарлінг               | «Love Theme»                  | Грем Ревелл                                          |
| Джейн Сіберрі та k.d. lang  | «Calling All Angels»          | Джейн Сіберрі                                        |
| Ті Боун Берннет             | «Humans From Earth»           | Ті Боун Берннет                                      |
| Даніель Лануа               | «Sleeping in the Devil's Bed» | Даніель Лануа                                        |
| U2                          | «Until the End of the World»  | U2                                                   |
| Девід Дарлінг               | «Finale»                      | Грем Ревелл                                          |
| Пітер Гебріел               | «Blood of Eden»               | Пітер Гебріел                                        |
| Роббі Робертсон             | «Breakin' the Rules»          | Роббі Робертсон                                      |
| Елвіс Преслі                | «Summer Kisses, Winter Tears» | Джек Ллойд, Бен Вейссман, Фред Вайс                  |

## Сприйняття

### Критика
Стрічка отримала позитивні відгуки. На сайті Rotten Tomatoes оцінка фільму становить 87 % на основі 15 відгуків від критиків (середня оцінка 6,8/10) і 90 % від глядачів із середньою оцінкою 4/5 (5 448 голосів). Фільму зарахований «стиглий помідор» від кінокритиків та «попкорн» від глядачів, Internet Movie Database — 6,8/10 (7 335 голосів).

### Номінації та нагороди
| Нагороди та номінації фільму «Коли настане кінець світу» | Нагороди та номінації фільму «Коли настане кінець світу» | Нагороди та номінації фільму «Коли настане кінець світу» | Нагороди та номінації фільму «Коли настане кінець світу» | Нагороди та номінації фільму «Коли настане кінець світу» | Нагороди та номінації фільму «Коли настане кінець світу» |
| Рік                                                      | Кінофестиваль/кінопремія                                 | Категорія/нагорода                                       | Номінант                                                 | Результат                                                |                                                          |
| -------------------------------------------------------- | -------------------------------------------------------- | -------------------------------------------------------- | -------------------------------------------------------- | -------------------------------------------------------- | -------------------------------------------------------- |
| 1992                                                     | Гільдія німецького арт-хаусного кіно                     | Німецька стрічка                                         | Вім Вендерс                                              | Перемога                                                 |                                                          |
| 1993                                                     | «Срібна стрічка»                                         | Європейська срібна стрічка                               | Вім Вендерс                                              | Номінація                                                |                                                          |